# Cleveland Buckner
Cleveland Buckner (Yazoo City, 17 agosto 1938 – Jackson, 5 ottobre 2006) è stato un cestista e allenatore di pallacanestro statunitense, professionista nella NBA.

## Carriera
Venne selezionato dai New York Knicks al sesto giro del Draft NBA 1961 (51ª scelta assoluta).